# Luis Gabriel Cuara Méndez
Luis Gabriel Cuara Méndez (ur. 25 lutego 1939 w San Juan Parangaricutiro, zm. 20 listopada 2005) – meksykański duchowny katolicki, biskup Veracruz w latach 2000-2005.

## Życiorys
Święcenia kapłańskie przyjął 2 grudnia 1962. Był m.in. rektorem seminarium w Tacámbaro (1975–1986) i proboszczem tamtejszej parafii katedralnej (1986–1989).

### Episkopat
6 sierpnia 1989 został mianowany przez papieża Jana Pawła II biskupem diecezji Tuxpan. Sakry biskupiej udzielił mu 25 października tegoż roku arcybiskup Girolamo Prigione.
18 lutego 2000 został mianowany biskupem diecezji Veracruz. Diecezję objął 28 kwietnia tegoż roku.
Zmarł 20 listopada 2005. Został pochowany w katedrze w Veracruz.